# Fuente de los Leones (Soria)
La fuente de los Leones (también conocida como La Viajera) se encuentra en la ciudad española de Soria, en la Plaza Mayor. 
Se instaló en 1788 con el fin de surtir de agua y ornamentar la Plaza Mayor. Estuvo ausente durante años, trasladada en la última renovación urbanística de la plaza en 1987, desde su última ubicación en la falda del Cerro del Castillo. Se sabe también que estuvo en el parque de la Alameda de Cervantes e incluso desmontada en los almacenes del Ayuntamiento.

## Historia
En el año 1788, según reza en el pedestal, se levantaba la Fuente de los Leones siendo rey Carlos IV. Fue costeada por la Sociedad Económica de Amigos del País de Soria que financió también la traída de aguas a la Fuente de Teatinos. Por ello se cree erróneamente que la fuente estuvo ubicada originalmente en esta plaza.
Ya a principios del siglo XX se pensó en trasladar la fuente de los Leones de la Plaza Mayor, llamada también de la Constitución, a la Plaza de Aceña según se recoge en un Acta Municipal del 29 de agosto de 1929. A mediados de 1936 se desmontó para restaurarla, trasladándose al Alto de la Dehesa, donde estuvo hasta el año 1954, cuando al decidirse allí la construcción del Monumento a los Caídos hubo que retirarla.
Se pensó en instalarla en la Plaza de San Pedro, en el lugar que ocupaba la Fuente de San Pedro, llegando a estar las piezas apiladas durante un buen tiempo e incluso en la plaza de Cinco Villas frente al colegio de La Arboleda pero no llegó a montarse. Al final se decidió ubicarla en el Parque del Castillo, al final del Paseo de Fortún López, en la zona sur, sobre las escaleras de acceso.
La fuente regresó a la Plaza Mayor tras la última renovación urbanística de la plaza en 1987, sustituyendo a la Fuente Luminosa, obra del arquitecto e ingeniero Carles Buïgas y autor de la Fuente Mágica de Montjuic o de la Fuente Luminosa de Salou. Sin embargo no ocupó su lugar originario, en el lado derecho de la plaza nada más llegar a ella desde El Collado, sino que se encuentra delante del Arco del Cuerno, orientada hacia la Casa Consistorial y la calle Las Fuentes.

## Descripción
Se trata de una fuente ornamental neoclásica del siglo XVIII realizada según aparece en la inscripción de la base del obelisco durante el reinado de Carlos IV, año de 1788. Sobre un montículo de rocas dos leones vierten por la boca su agua en dos pilas rodeadas por dos serpientes que a su vez derraman el agua al suelo. En el centro se erige un pequeño obelisco escamado sobre una base rectangular coronado por una piña.
Se encuentra rodeada por un petril de piedra que hasta su última ubicación en el Parque del Castillo era continuo pero que tras su traslado a la Plaza Mayor fue modificado, colocándose únicamente las piezas de los frentes y las esquinas unidas con cadenas metálicas. En el frontal aparece el escudo de la Ciudad de Soria. Este escudo fue sustituido tras ser destruido por un incendio que afectó al mercado celtibérico a principios del siglo XXI, cambiándose el lema original Cabeza de Extremadura por Cabeza de Estremadura, uso más común.